# Afroedura gorongosa
Afroedura gorongosa — вид геконоподібних ящірок родини геконових (Gekkonidae). Ендемік Мозамбіку. Описаний у 2017 році.

## Поширення і екологія
Afroedura gorongosa мешкають на схилах гори Горгоноса і на прилеглих територіях на заході провінції Софала. Вони живуть в тропічних лісах і на відкритих гірських схилах, серед валунів і в тріщинах серед скель. Віддають перевагу тінистій місцевості.